# Рибкино (Ковилкінський район)
Ри́бкино (рос. Рыбкино, ерз. Рыба веле) — село у складі Ковилкінського району Мордовії, Росія. Адміністративний центр Рибкинського сільського поселення.

## Географія
Розташоване на річці Мокша, за 38 км від районного центру і залізничної станції Ковилкіно, за 3 км від автодороги Ковилкіно — Краснослободське.

## Етимологія
Назва, за однією версією, пов'язана з багатими рибними угіддями на Мокші, за іншою — дано на честь першого поселенця на ім'я мокш. Рьба.

## Археологія
Стародавні пам'ятки виявлені при розкопках городища мокш. Ош Пандо, а також між селами Рибкино і Старі Борки виявлено городище, об'єкт федерального значення.
У «Списку населених місць Пензенської губернії» (1869) Рибкино — село казенне з 63 дворів (418 осіб) Краснослободського повіту, мало Михайло-Архангельську церкву з Нікольським та Трьохсвятительськими приділами (1858), волосне правління, поташний завод, базар. За відомостями 1914 року, в Рибкиному було 148 дворів (1019 осіб), земська школа, вітряк, корчма. Рибкинські селяни були активними учасниками селянських війн під проводом Разіна та Пугачова. Мешканці Рибкиного брали участь в громадянських війнах 1670—1671 років, 1773—1775 років та 1918—1920 років. В 1918 була створена волосна партійна організація.
В 1928—1963 роках Рибкино — центр Рибкинського району. Указом Президії Верховної Ради МАРСР від 19.02.1963 року Рибкинський район переданий до складу Краснослободського району. На підставі Указу Президії Верховної Ради РРФСР від 3 квітня 1964 року та Указу Президії Верховної Ради МАРСР від 9 березня 1964 року — Рибкинська сільська рада передана до Ковилкінського району. У 1928 році були утворені колгоспи ім. Чкалова, ім. Кірова, «Борець», в 1950 році — укрупнений «Шлях Леніна», з 1997 році — СГВК «Рибкінський».
В Оренбурзькій області, Новосергієвскому районі теж є село Рибкино. І це не просто збіг. Засноване воно переселенцями з мордовського села Рибкино. Мешканці обох сіл підтримують культурно-історичні зв'язки.

## Населення
Населення — 587 осіб (2010; 616 у 2002).
Національний склад станом на 2002 рік:
- мордва — 74 %

## Господарство
В сучасному селі знаходиться:
- середня і основна школи;
- дитсадок;
- фізкультурно-оздоровчий комплекс;
- бібліотека;
- Будинок культури;
- відділення зв'язку;
- дільнична лікарня;
- поліклініка;
- 4 крамниці;
- комунальна контора;
- аптека;
- ветеринарна лабораторія;
- ТОВ «Рибкино»;
- пожежна частина;
- насіннєва інспекція;
- пам'ятник загиблим в роки Німецько-радянської війни.

В Рибкиному, на базі середньої школи, у 1996 році був створений Центр Мордовської національної культури. Фольклорний ансамбль «Ляйня» — справжня гордість села і республіки Мордовія. Ансамбль «Ляйня» гармонійно доповнює танцювальний колективом «Марлюня», що складається з учнів Рибкинської школи
Цегляний храм, побудований в 1858 році, з Михайло-Архангельським, Нікольським та Трьохсвятськими приділами зруйнований в середині 20 століття. В 1997 році місцева громада почала, а в 2003 році закінчено будівництвом нового кам'яного храму — однобанний четверик з вівтарем, бабинцем, окремо стоїть надбрамна дзвіниця.